# Gonzalo Morales Sáurez
Gonzalo Morales Sáurez (San José, 9 de julio de 1945-Sabanilla, 22 de diciembre de 2017) fue un pintor costarricense. 
Realizó sus estudios en la Academia de Bellas Artes en Madrid, España de 1970 a 1974. Es más conocido en el medio por sus trabajos hiperrealistas que incluyen entre otros retratos y naturaleza muerta. Sus obras pueden ser encontradas en museos, galerías y oficinas gubernamentales en diferentes países de América.

## Exposiciones individuales
- 1990- “Obras en Pastel, Galería Valanti, San José, Costa Rica.
- 1988- Exposición Retrospectiva, Asamblea Legislativa, San José, Costa Rica.
- 1986- 87 – “Obras en Pastel”, Galería Contemporánea, San José, Costa Rica.
- 1981- Galería de Arte, Club Internacional, San José, Costa Rica.
- 1979- Galería Forma y Color, San José, Costa Rica.
- 1978- Galería Enrique Echando, Ministerio de Cultura Juventud y Deportes, San José, Costa Rica.
- 1974- Espacio Jorge de Bravo, San José, Costa Rica.

## Exposiciones colectivas
- 2009- "Contrastes", Instituto Cultural de México, San José, Costa Rica.
- 2007- Exposición Pueblarte, Galería Pueblarte, Cartago, Costa Rica.
- 2001- Exposición “Grupo Sama”, Hotel Camino Real, San José, Costa Rica.
- 2000- Colectiva, Club Unión, San José, Costa Rica.
- 1999- Colectiva, Instituto Nacional de Seguros, San José, Costa Rica.
- 1998- Bienal de Bodegón, Museo de Los Niños, San José, Costa Rica.
- 1997- Premios Nacionales, Instituto Nacional de Seguros, San José, Costa Rica.
- 1996- Exposición “Grupo Sama” Club Unión, San José, Costa Rica.
- 1995- “Premios Nacionales Aquiles J Echeverría 1962-1994), Museos del Banco Central de Costa Rica, San José, Costa Rica.
- 1994- Galería siglo XXI, San Salvador, El Salvador
- 1992- Instituto Nacional de Seguros, San José, Costa Rica. Inauguración Galería de la Asociación de Pintores y Escultores Costarricenses, San José, Costa Rica.
- 1989- VI Bienal Iberoamericana de Arte Instituto Pedro Domeq, Palacio de Bellas Artes, México, DF.
- 1984-87- Exposición “La Nueva Pintura Costarricense”, Museo Nacional, San José, Costa Rica.
- 1983- III Bienal Iberoamericana de Arte, México, Museo Carrillo Gil. Galería Los Independientes, San José, Costa Rica.
- 1982- Exposición “La Nueva Pintura Costarricense”, Museo Nacional, San José, Costa Rica. Museo de Arte de la OEA, Washington, EE. UU.
- 1978- Exposición de Arte Centro Americana, Casa de las Américas,  La Habana, Cuba. Exposición Iberoamericana, Galería Forma, San Salvador, El Salvador. Salón Anual de Artes Plásticas, Museo Nacional, San José, Costa Rica.
- 1977- Exposición Iberoamericana, Sala Plaza España, Madrid, España. Galería Arte Actual, San José, Costa Rica. Salón Internacional Xerox, Managua, Nicaragua.
- 1976- V Salón Anual de Artes Plásticas, Museo Nacional, San José, Costa Rica.
- 1975- Galería Antonio Machado, Madrid, España. Galería Círculo Dos, Madrid, España.